# Edna Mayo
Edna Mayo (Philadelphia, Pennsylvania, 23 de março de 1895 – San Francisco, Califórnia, 5 de maio de 1970) foi uma atriz de teatro e de cinema estadunidense da época do cinema mudo, que atuou em várias peças entre 1906 e 1914, e em 30 filmes entre 1914.

## Biografia

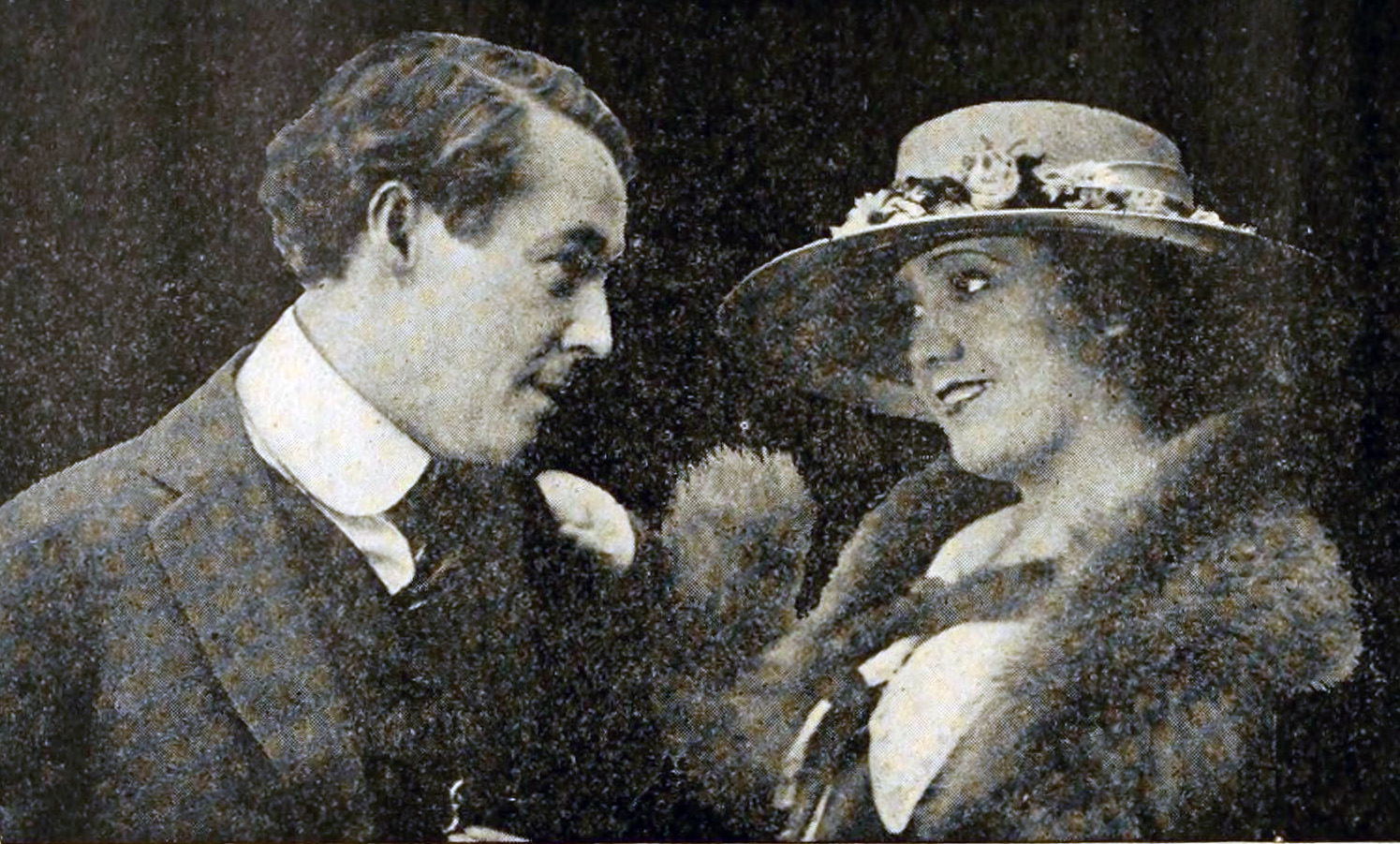
Cena do seriado The Strange Case of Mary Page, de 1916.

Mayo nasceu na Philadelphia, Pennsylvania, e inicialmente atuou no teatro, sua primeira peça foi The Social Whirl, em 1906. Mudou-se para Hollywood, Califórnia para seguir a carreira de atriz, em 1914. Naquele ano, recebeu seu primeiro papel, no filme Michael Arnold and Doctor Lynn, ao lado de Robert Z. Leonard. Após esse filme, sua carreira cresceu, e em 1914 e 1915, atuou em 22 filmes. No entanto, em 1916 sua carreira decaiu em um rápido ritmo, diminuindo para apenas quatro papéis no cinema naquele ano. Em 1916, atuou no seriado The Strange Case of Mary Page. Passou mais de um ano para receber um outro papel, fazendo o papel feminino principal de Hearts of Love, em 1918. Foi seu último filme, e sem perspectivas de novos papéis, aposentou-se da atuação. Radicou-se, eventualmente, em San Francisco, Califórnia, onde ela residia no momento da sua morte, a 5 de maio de 1970.

## Peças

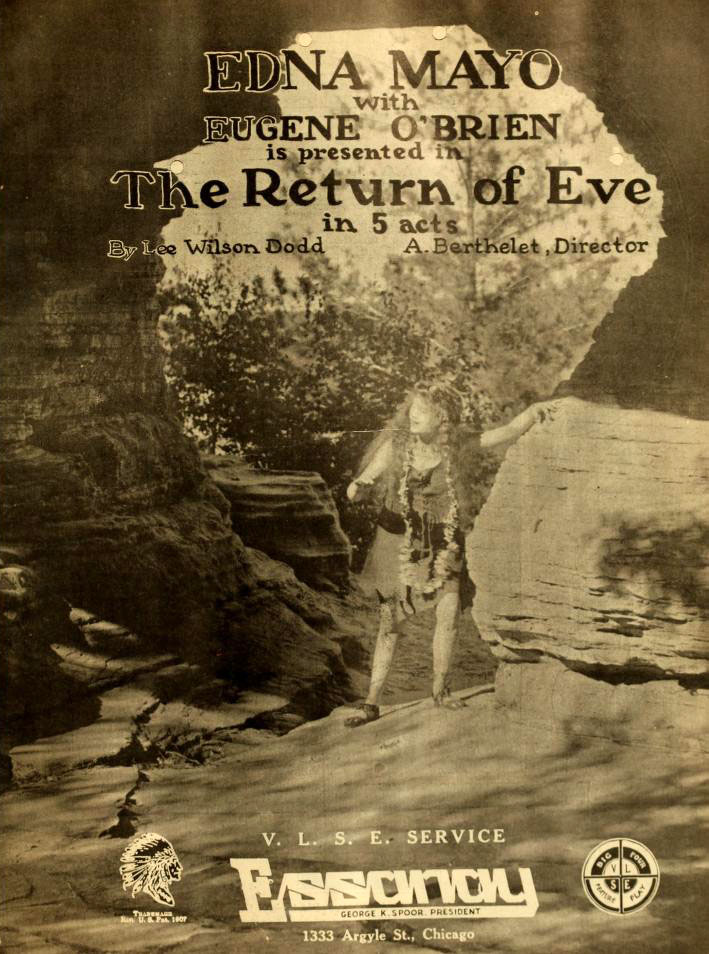
Cartaz do filme The Return of Eve (1916)

- The Social Whirl (1906)
- The Merry Widow Burlesque (1908)
- Girlies (1910)
- Help Wanted (1914)

## Filmografia

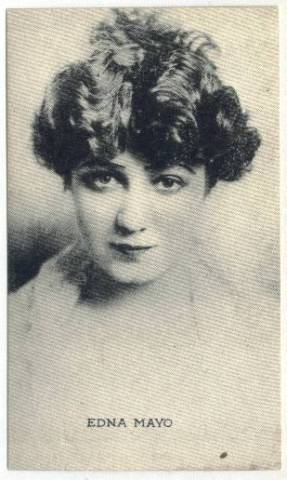
Card de Edna Mayo

- Michael Arnold and Doctor Lynn (1914)
- The Key to Yesterday (1914)
- Aristocracy (1914)
- The Quest of the Sacred Jewel (1914)
- The Million
- Stars Their Courses Change (1915)
- Mr. Buttles  (1915)
- The Little Straw Wife  (1915)
- The Lady of the Snows (1915)
- Graustark (1915)
- Frauds (1915)
- Means and Morals  (1915)
- Vengeance (1915)
- The Greater Courage (1915)
- The Little Deceiver (1915)
- The Blindness of Virtue  (1915)
- The Sky Hunters (1915)
- The Woman Hater (1915)
- Caught
- The Scapegoat (1915)
- The Family Divided (1915)
- Despair (1915)
- A Bit of Lace (1915)
- The Edge of Things (1915)
- The Warning (1915)
- The Misleading Lady Arthur Berthelet (1916)
- The Strange Case of Mary Page (1916)
- The Return of Eve (1916)
- The Chaperon (1916)
- Hearts of Love (1918)